# Daniel Odier

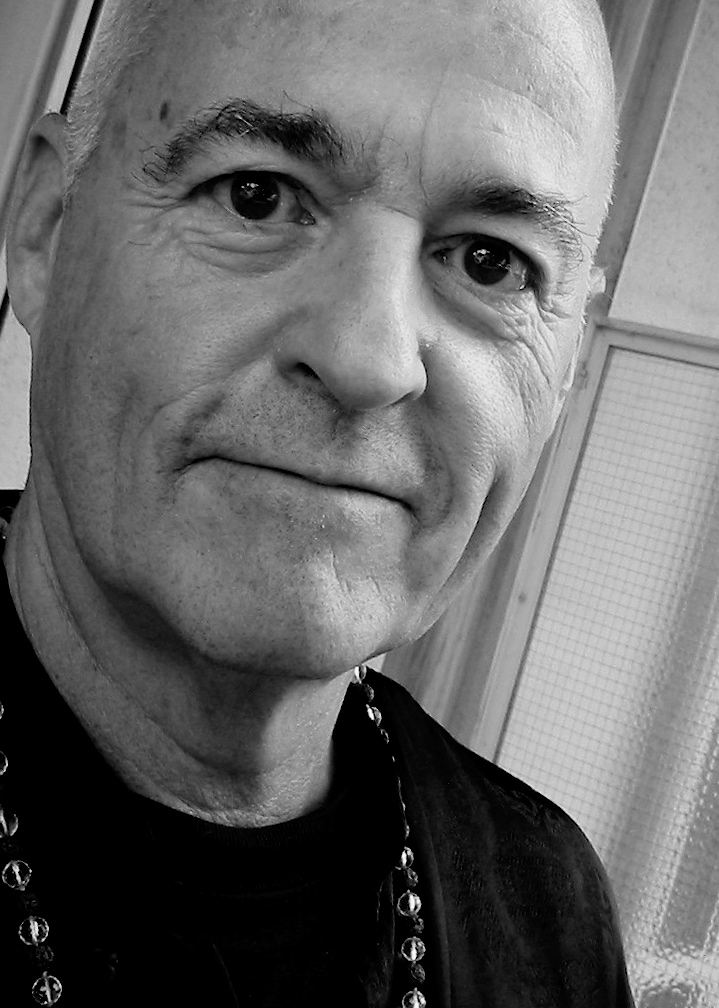
Daniel Odier

Daniel Odier (* 17. Mai 1945 in Genf) ist ein Schweizer Schriftsteller und Tantra- wie auch Chan-Lehrer. Unter dem Pseudonym Delacorta veröffentlichte er eine Reihe von Kriminalromanen.

## Leben
Odier studierte Malerei an der Akademie der Schönen Künste in Rom. 1964 veröffentlichte er sein erstes Buch, den Gedichtband Transparences.
1980 erhielt er den (erstmals vergebenen) Prix Bibliomedia für seinen Roman Le milieu du monde.
Alain Tanner hat Odiers Roman La voie sauvage 1981 in seinen Film Les Années lumière (Lichtjahre entfernt) umgesetzt.
Nana (dt. Nina), Diva, Lola, Vida: so lauten ein paar Titel der Krimis, die er unter dem Namen „Delacorta“ veröffentlicht hat und die, in 14 Sprachen übersetzt, ihn als Autor weltbekannt machten. Jean-Jacques Beineix benutzte einen davon als Vorlage für seinen Kultfilm Diva (ebenfalls aus dem Jahr 1981).
Einst Schüler von Kalu Rinpoche, begleitet er heute als anerkannter Meister Schüler in aller Welt auf dem Weg des Tantra bzw. Chan.

## Werke

### Unter dem eigenen Namen
Prosa
- Das Herz der Welt. Der große Geschichts-Roman der Schweiz („Le milieu du monde“, 1979). Schweizer Verlagshaus, Zürich 1981, ISBN 3-7263-6309-2 (aus dem Französischen von Pierre Imhasly).
- Hasenjagd. Roman („L'année du lièvre“, 1978). Bastei-Lübbe, Bergisch Gladbach 1983, ISBN 3-404-10670-9 (aus dem Französischen übersetzt von Pierre Imhasly).
- Nachtlied. Eine Liebesgeschichte („Petit déjeuner sur un tapis rouge“, 1982). Zsolnay, Wien 1983, ISBN 3-552-03511-7 (aus dem Französischen übersetzt von Elisabeth Roth).
- La voie de John O'Flaherty. Roman. Edition du Seuil, Paris 1972, ISBN 2-02-001235-9.
- Le clavecin. Roman. Fayard, Paris 1992, ISBN 2-213-02851-6.
- Le baiser cannibale. Mazarine, Paris 1987, ISBN 2-86374-269-8.

Sachbücher
- Kaula. Der königliche Weg der Shakti – Aquamarin Verlag 2022

- Kali. Mythologie, geheime Praktiken & Rituale – tredition 2021

- Lalla. Mystische Gesänge des kaschmirischen Tantrismus – Aquamarin Verlag 2021

- Die verrückte Weisheit der Yoginis. Die Glut der kaschmirischen Übertragung – Aquamarin Verlag

- Tantra Yoga. Vijnana Bhairava Tantra, der Weg zur höchsten Erkenntnis – Theseus 2017

- Freude. Das Glück im Herzen der Dinge entdecken – Aquamarin Verlag 2014

- Das tantrische Erwachen. Begehren, Leidenschaft und Spiritualität – Aquamarin Verlag 2013

- Offene Weite. Der Herz-Geist des Zen – Spuren 2008

- Tantra. Eintauchen in die absolute Liebe. Die authentische Geschichte über eine Einweihung im Himalaya durch ein wahrhafte tantrische Meisterin („L'initiation d'un occidental à l'amour absolut“). Aquamarin-Verlag, Grafing 2003, ISBN 3-89427-246-5 (Nachdr. d. Ausg. Bergisch Gladbach 1997).
- Begierde, Leidenschaft und Spiritualität. Der tantrische Weg des Erwachens („Desirs, passions & spiritualité“). Edition Innenwelt, Köln 2002, ISBN 3-936360-04-9.
- Die Ekstase des Herzens. Der tantrische Weg zum Erwachen („Le grand sommeil des éveilles“). Aquamarin-Verlag, Grafing 2005, ISBN 3-89427-281-3.
- Tantra Yoga. Der Weg zur höchsten Erleuchtung („Tantra yoga“). Hugendubel, München 2006, ISBN 3-7205-2578-3 (Diederichs gelbe Reihe).
- Das entflammte Herz. Auf dem tantrischen Weg die Kraft des Herzens entfalten („L'incendie du cœur“). Aquamarin-Verlag, Grafing 2009, ISBN 978-3-89427-504-4.
- The Job: Interview with William Burroughs Penguin, New York 1989,
- Essais sur les mystiques orientales (Spiritualités vivantes; Bd. 46). Michel, Paris 1984, ISBN 2-226-02122-1.

### Unter dem PseudonymDelacorta
- Nina. Kriminalroman („Nana“). Heyne, München 1980, ISBN 3-453-10486-2 (aus dem Französischen übersetzt von Sigrid Jaquillard).
- Diva. Kriminalroman („Diva“). Heyne, München 1980, ISBN 3-453-10498-6 (aus dem Französischen übersetzt von Sigrid Boegl).
- Luna. Kriminalroman („Luna“). Heyne, München 1981, ISBN 3-453-10529-X (aus dem Französischen übersetzt von Sigrid Boegl).
- Die Rapper von Babylon Beach. Roman („Rap à Babylon Beach“). Piper, München 1995, ISBN 3-492-12069-5 (aus dem Französischen übersetzt von Matthias Müller).
- Lola. Kriminalroman („Rock“). Heyne, München 1982, ISBN 3-453-10590-7 (aus dem Französischen übersetzt von Rudolf Kimmig).
- Vida. Roman. Mazarine, Paris 1985, ISBN 2-86374-179-9.